# San Agustín Nuevo
San Agustín Nuevo är en ort i Mexiko.   Den ligger i kommunen Santa María la Asunción och delstaten Oaxaca, i den sydöstra delen av landet, 280 km sydost om huvudstaden Mexico City. San Agustín Nuevo ligger 1 537 meter över havet och antalet invånare är 422.
Terrängen runt San Agustín Nuevo är bergig åt sydost, men åt nordväst är den kuperad. Terrängen runt San Agustín Nuevo sluttar söderut. Runt San Agustín Nuevo är det ganska glesbefolkat, med 36 invånare per kvadratkilometer. Närmaste större samhälle är Huautla de Jiménez, 3,8 km norr om San Agustín Nuevo. I omgivningarna runt San Agustín Nuevo växer i huvudsak städsegrön lövskog.